# Айтмагамбетов, Боран
Боран Айтмагамбетов (1901 — 1938) — юрист, народный комиссар юстиции и прокурор КазАССР (1930—1933), председатель Гурьевского облисполкома (1933-1935).

## Биография
Боран Айтмагамбетов родился в 1901 году в Сарыкольской волости Гурьевского уезда Уральской губернии в семье крестьянина. Пять лет проучился в Гурьевской казахской школе. Нужда заставила отказаться от учебы, в поисках средств к существованию нанимался дворником, угольщиком.
До 1927 году работал на нефтяном производстве в Макате, в Волжско-Каспийском тресте рыбного хозяйства, рядовым рабочим на строительстве железной дороги Гурьев - Доссор. В июне 1927 года был избран заместителем председателя управления профсоюза горняков. В марте 1929 года назначен заведующим отделом Казахского советского профсоюза.
В конце 1929 года направлен на учебу в Высшую школу профсоюзного движения ВЦСПС.
15 апреля 1930 года назначен народным комиссаром юстиции и прокурором республики. Занимал этот пост более двух лет, дважды избирался в бюро Казкрайкома, был кандидатом в члены КазЦИКа. Это были годы "классового подхода" при установлении меры наказания. В соответствии с указом КазЦИКа он обеспечил организацию и функционирование общественных судов. В первые месяцы 1932 года на территории Казахстана было создано 2204 общественных суда, в состав которых входило 14 984 человека.
В июле 1933 года назначен на должность председателя исполкома Гурьевского округа. 
В феврале 1935 года решением Казкрайкома он переведен в Западно-Казахстанскую область. Назначен заведующим промышленным отделом Уральской области ВКП(б), с 1935 по 1937 годы – 1 секретарем Казталовского райкома.
Депутат Верховных Советов СССР и Казахской ССР (первого созыва).
25 декабря 1937 года арестован. 13 ноября 1938 года решением коллегии Верховного суда РСФСР Б. Айтмагамбетов приговорен к расстрелу. Реабилитирован в апреле 1958 года.